# Уздицкий сельский совет (Глуховский район)
Уздицкий сельский совет (укр. Уздицька сільська рада) — входит в состав
Глуховского района
Сумской области
Украины.
Административный центр сельского совета находится в 
с. Уздица
.

## Населённые пункты совета
- с. Уздица
- с. Викторово